# Бердяш (Караідельський район)
Бердя́ш (рос. Бердяш, башк. Бәрҙәш) — село (у минулому присілок) у складі Караідельського району Башкортостану, Росія. Входить до складу Байкинської сільської ради.
Населення — 154 особи (2010; 204 у 2002).
Національний склад:
- росіяни — 81 %